# Isonychus kuntzeni
Isonychus kuntzeni är en skalbaggsart som beskrevs av Moser 1921. Isonychus kuntzeni ingår i släktet Isonychus och familjen Melolonthidae. Inga underarter finns listade i Catalogue of Life.